# Vespa 400
Vespa 400 – mikrosamochód produkowany przez francuską firmę ACMA wedle projektów włoskiej spółki Piaggio w latach 1957-1961. Dostępny jako 2-drzwiowe coupé. Do napędu użyto dwusuwowego silnika R2. Moc przenoszona była na oś tylną poprzez 3-biegową manualną skrzynię biegów.

## Dane techniczne

### Silnik
- R2 0,4 l (394 cm³), dwusuw
- Układ zasilania: gaźnik
- Średnica cylindra × skok tłoka: 63 mm × 63 mm
- Stopień sprężania: 6,6:1
- Moc maksymalna: 14 KM (10 kW) przy 4350 obr./min
- Maksymalny moment obrotowy: 27 N•m przy 2200 obr./min

### Osiągi
- Przyspieszenie 0-80 km/h: 58 s
- Prędkość maksymalna: 83 km/h

## Galeria

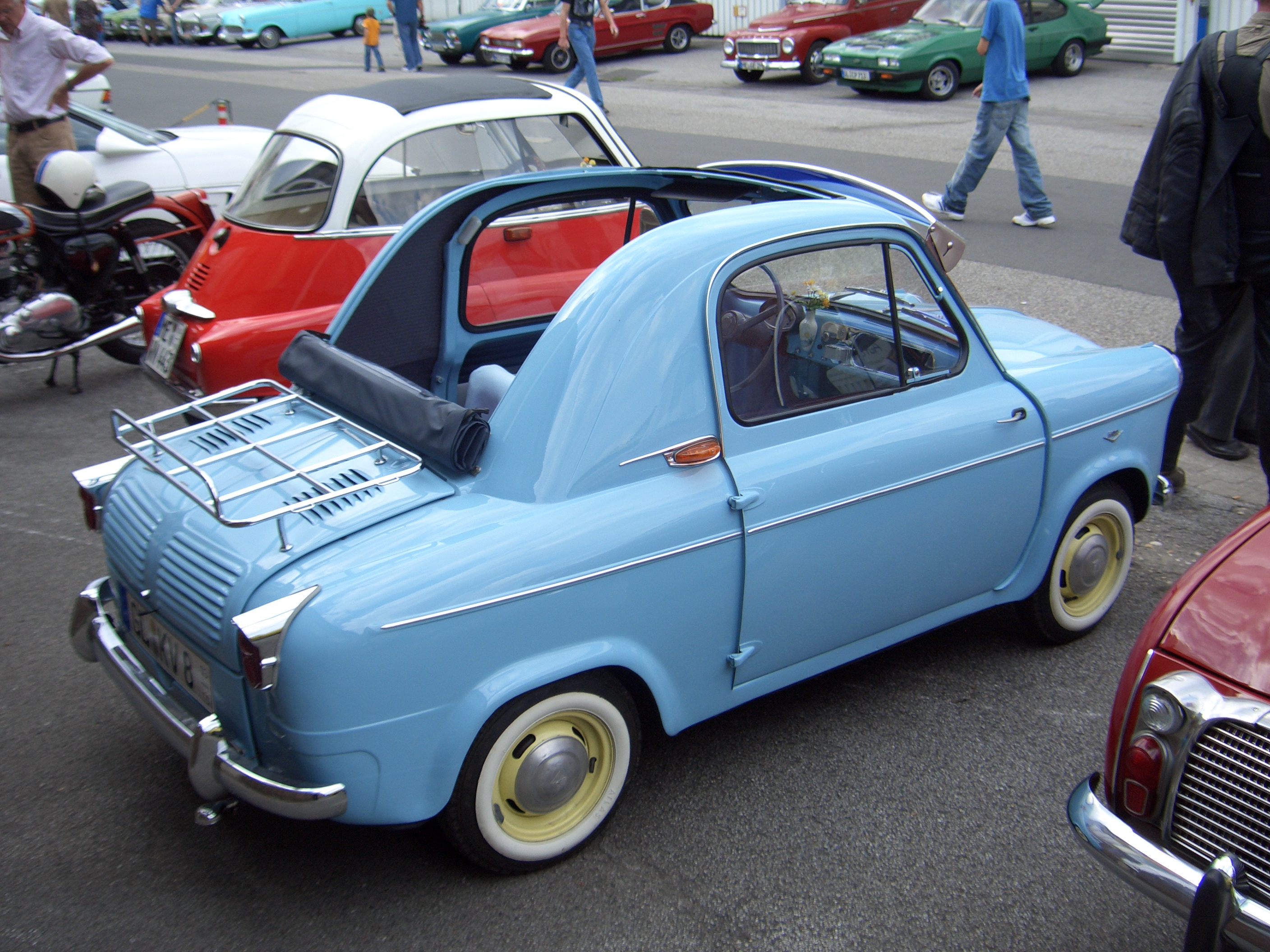
Vespa 400
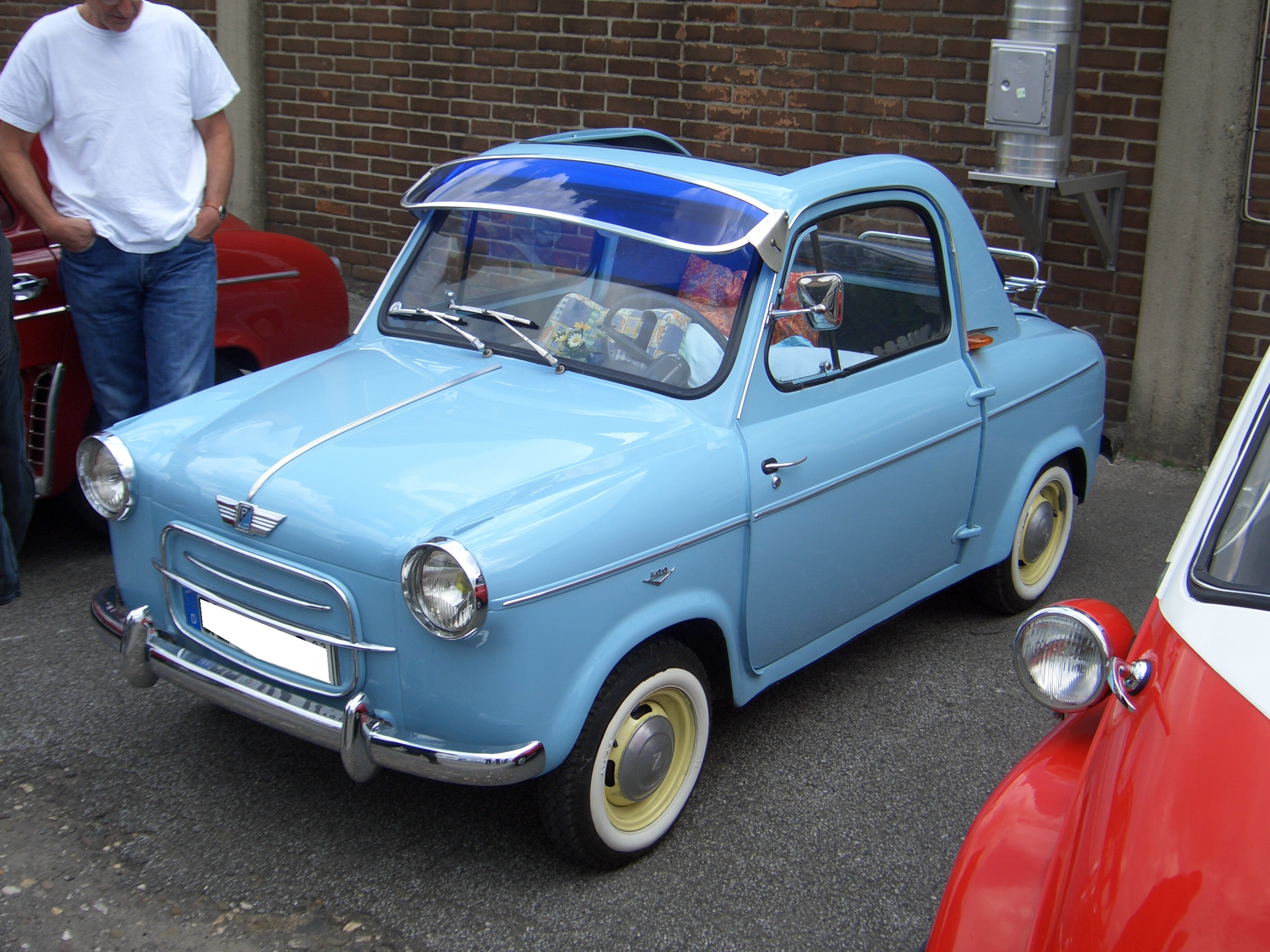
Vespa 400
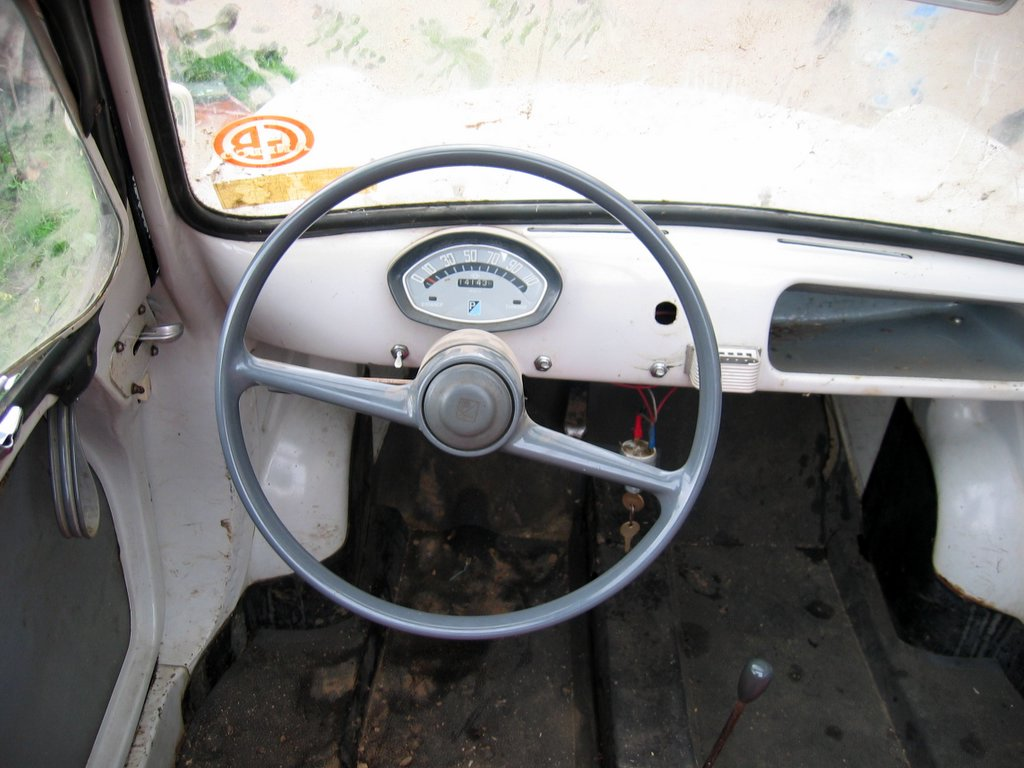
Deska rozdzielcza
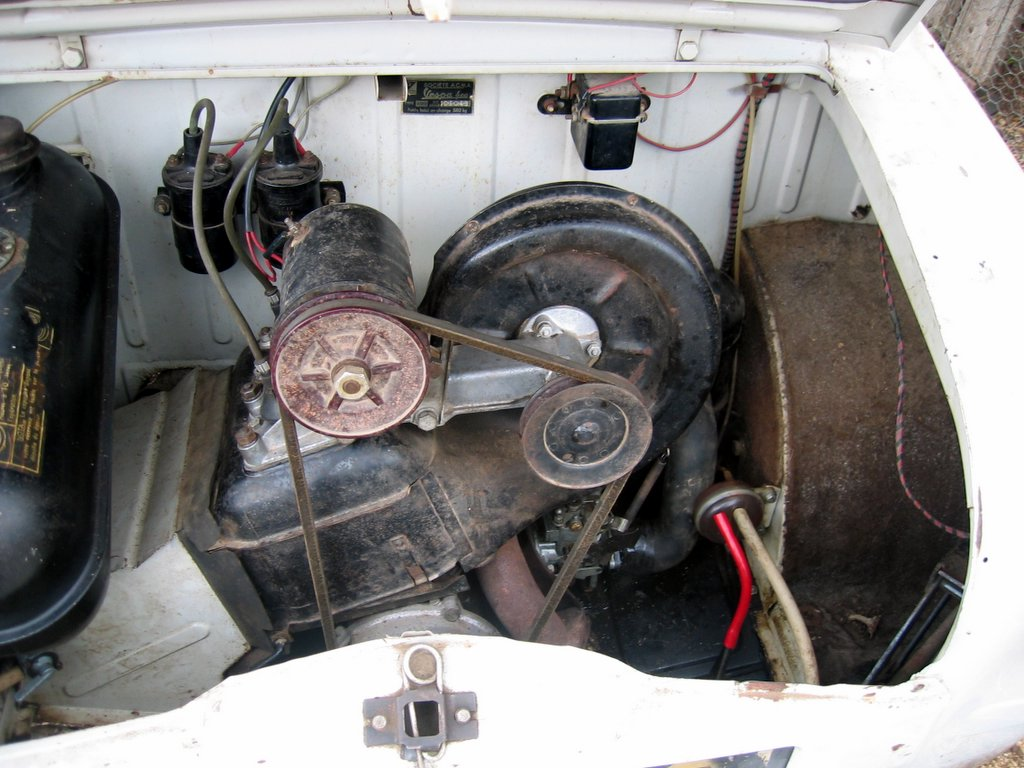
Komora silnikowa